# Пуркињеова влакна
Пуркињеова влакна, Пуркињеове ћелије или субендокардne гране део су спроводног система срца, који се налази у унутрашњим зидовима срчаних комора, испод ендокарда у простору који се назива субендокард. Срце је мишић који има јединствени механизам редукције. У њему се налази сложени систем специфичних ћелија (пејсмејкера) који има систем на више нивоа за надгледање њиховог рада. Тај систем  укључује и Пуркињеова влакна, специјализована проводна влакна састављена од електрично надражљивих ћелија,  које су веће од кардиомиоцита, мање од миофибрила и од митохондрија. Ова влакна спроводе срчане акционе потенцијале брже и ефикасније од било које друге ћелије у систему електричне проводљивости срца. Захваљујући овим карактеристикама Пуркињеова влакна омогућавају проводном систему срца да створи синхронизоване контракције његових комора и  одржи стабилност срчаног ритма.

## Етимологија
Пуркињеова влакна су добила име по чешком научнику Јану Евангелисти Пуркињеу, који их је открио и описао 1839. године.

## Анатомија
Пуркињејеве ћелије  које се налазе у маргиналним деловима синусног чвора чине везу са ћелијама радне мускулатуре преткомора. Пуркињејевих ћелије има у конвексном делу атриовентрикуларног чвора, где примају импулсе са преткомора, затим у атриовентрикуларном чвору, посебно на прелазу атривентрикуларног чвора у Хисов сноп, у самом Хисовом снопу и његовим гранама, па све до ћелија радне мускулатуре комора.
Срчани проводни систем је конвенционално анатомски подељен у четири дела: 
Први део - укључује синусно-атријални (синоатријални) чвор. То је комбинација три снопа ћелија које генеришу импулсне фреквенције од осамдесет до сто двадесет пута у минути. Ова брзина контракције срца омогућава  одржавање довољне циркулације крви у телу, засићеност кисеоником и брзину метаболизма.
Други део - је  атриовентрикуларни (сино-атријални) чвор, који  из неког разлога први пејсмејкер не може да обавља своје функције ступа у игру. Налази се на граници срчаних комора у средњем септуму. Ова колекција ћелија поставља учесталост контракција у распону од шездесет до осамдесет откуцаја и сматра се пејсмејкером другог реда.
Трећи део - је проводни систем Хисов сноп и његове гране (лева и десна), које преносе импулсе Пуркињеовим ћелијама субендокардијално у мускулатури срчаних комора
Четврти део - су  Пуркињеова влакна смештена у интервентрикуларном септуму и око врха срца. То омогућава брзо ширење електричних импулса кроз вентрикуларни миокардијум. Стопа генерисања варира од четрдесет до шездесет пута у минути.

## Хистологија
Пуркињеова влакна су јединствени орган срца, кога чине ћелија срчаног мишића испод ендокарда комора срца које се протежу од грана Хисовог снопа кроз миокарда комора и чине последњи део срчаног проводног система.
Даљи хистолошки преглед открива да су ова влакна подељена у зидовима комора. Електрично порекло атријалних Пуркињеових влакана долази из синоатријалног чвора. Пуркињеова влакана хране грана десне коронарне артерије или она сама директно. У неким случајевима крв може ући у ове структуре из циркуларне артерије. И овде се формира густа мрежа капилара који чврсто преплиће кардиомиоците.
С обзиром да нема аберантних канала, Пуркињеова влакна су јасно заштићена једно од другог колагеном или срчаним скелетом.
Пуркињеова влакна су специјализована за брзо спровођење импулса (јер садрже бројне брзе натријумске канале и митохондрије са ограниченим напоном, и мање миофибрила од околног мишићног ткива). Пуркињеова влакна су  другачије од околних мишићних ћелија јер имају релативно мање миофибрила него друге срчане ћелије. Присуство гликогена око језгра доводи до тога да се Пуркињеова влакна јављају као лакша и већа од својих суседа, распоређена у уздужном правцу (паралелно са срчаним вектором). Често су то двонуклеарне ћелије.

## Функција
Срчане коморе нормално се скупљају на координисан начин, ефикасно пумпајући крв дуж путање коју одређују срчани залисци. Координација срчаних контракција постиже се коришћењем специјализованог проводног система. Синусни ритам, који је физиолошки, карактеришу импулси који потичу из синоатријалног (СА) чвора и који се потом проводе кроз наизменично кроз преткоморе, атриовентрикуларни (АВ) чвор, Хисов сноп, Пуркињеова влакна и срчане коморе. Срчане ћелије ову способност  дугују електричном побуивању напонским каналима ћелијске мембране, који су селективни за различите јоне, укључујући јоне натријума, калијума и калцијума.
Срчаним контракцијам управљају многи утицаји из аутономног нервног система. Пуркињеова влакна немају никакву познату улогу у подешавању срчане фреквенције осим ако је СА чвор угрожен (тада могу да делују као ћелије пејсмејкера). На њих тада утиче електрично пражњење из синоатријалног чвора.

### Кретање импулса
Током вентрикуларног контракцијског дела срчаног циклуса, Пуркињеова влакна преносе импулс контракције и са леве и са десне гране снопа до срчаног мишића (миокарда) комора.  Ово узрокује контракцију мишићног ткива комора и ствара силу за избацивање крви из срца, било у плућну циркулацију из десне коморе, или из леве коморе у системску циркулацију.

### Замена пејсмејкера
Пуркињеова влакна такође имају способност промене брзине од 20-40 откуцаја у минути ако је угрожена узводна проводљивост или способност пејсмејкера. Насупрот томе, СА чвор у нормалном стању може да сшаље импулсе брзином од 60-100 откуцаја у минути. Укратко, они генеришу акционе потенцијале, али спорије од синоатријалног чвора. Ова способност је обично потиснута. Дакле, Пуркињеова влакна служе као последње средство када се други пејсмејкери покваре. 
Када се Пуркињеово влакно активира, то се назива преурањеном вентрикуларном контракцијом или ПВЦ-ом, или у другим ситуацијама може бити бекство комора. 